# Val-d'Oise
Val-d'Oise ou Vale do Oise é um departamento da França localizado na região da Île-de-France. Sua capital é a cidade de Cergy.

## História
- 1964 (Lei de 10 de julho): a criação do departamento de Vale do Oise é decidida, seus limites são fixados (parte norte do antigo departamento de Sena e Oise, a totalidade do arrondissement de Montmorency, a quase totalidade do arrondissement de Pontoise e uma pequena parte do arrondissement de Mantes-la-Jolie)
- 1965 (Decreto de 25 de Fevereiro): a sede do departamento é a cidade de Pontoise
- 1966 (Decreto de 2 de Junho): os arrondissements são delineados (criação do arrondissement de Argenteuil, algumas mudanças nos limites do arrondissement de Pontoise)
- 1967 (Decreto de 20 de Julho): criação dos 27 cantões do Vale do Oise
- 1967 (Decreto de 19 de Setembro): a entrada em vigor comppilaleta da lei de 10 de julho de 1964 é fixada em 01 de janeiro de 1968
- 1968 (1 de janeiro): Criação oficial do departamento do Vale do Oise e entrada em função do conselho geral eleito em 1967
- 1970: Abertura da Prefeitura Departamental de Cergy (embora Pontoise permaneça formalmente a sede do departamento)
- 1976 (Decreto de 22 de Janeiro), o número de cantões é aumentado para 35
- 1985 (Decreto de 31 de Janeiro), o número de cantões é aumentado para 39
- 2000 (Decreto de 3 de Março): A sede do arrondissement de Montmorency é transferida para Sarcelles. A administração subprefectural é mantida em Montmorency por quatro anos, até sua transferência em abril de 2004.